# Mecano (banda)
Mecano fue una banda española de género pop, pioneros del tecno-pop y del new romantic en España, activos principalmente entre 1981 y 1992, periodo al que hay que sumar una fugaz reaparición durante seis meses y medio en 1998. Estaba formado por la cantante Ana Torroja y los hermanos Nacho y José María Cano. Fuera del grupo, pero como parte integrante de la banda, tanto para las sesiones de estudio como para los directos, tocaron para Mecano músicos como los bajistas Arturo Terriza, Manolo Aguilar, Nacho Mañó y Javier Quílez y los bateristas Javier de Juan, Ángel Celada y Óscar Astruga.
Mecano realizaba un pop que evolucionó desde una sonoridad puramente tecno, durante su primera etapa (entre 1981 y 1985), hasta el eclecticismo de la que es considerada como su segunda época artística (entre 1986 y 1992), en la que el grupo demostró gran versatilidad a través de grandes producciones y de la incursión en diferentes estilos, siempre desde un planteamiento unificador logrado especialmente a través de la sonoridad pop de su vocalista, que sirvió como tamiz nivelador de las muy diferentes concepciones artísticas de sus dos autores, los hermanos Cano.
Su éxito, sin precedentes en el mundo de la música cantada en español, se extendió además de España a toda Hispanoamérica, incluidos los Estados Unidos, y Filipinas. Llegaron a obtener cierta resonancia en otros países totalmente ajenos a la cultura musical española como Japón, Suecia, Alemania, Reino Unido, Brasil, Portugal y los Países Bajos. Gracias a las adaptaciones a otros idiomas realizadas de varios de sus temas, cantados principalmente en francés e italiano, se dieron a conocer en países como Italia, Francia, Bélgica, Suiza y Canadá, obteniendo especial resonancia en Francia, dondequiera la adaptación del tema «Mujer contra mujer» («Une femme avec une femme»), alcanzó el primer puesto en la lista nacional de ventas, manteniéndose en esa posición durante ocho semanas consecutivas, lo que le hace seguir siendo, hasta el día de hoy, la canción extranjera que más semanas ha ocupado el primer puesto en las listas de ventas de ese país.
Mecano a lo largo de su historia recibió un total de trece números uno desde 1982 hasta 1993 en los cuales se encuentran sus éxitos «Me colé en una fiesta», «Maquillaje», «Me cuesta tanto olvidarte», «Cruz de navajas», «Hijo de la luna», «No hay marcha en Nueva York», «La fuerza del destino», «El blues del esclavo», o «Mujer contra mujer», entre otros.
Tras los once años de carrera en actividad se estimaba que la banda había conseguido vender diez millones de copias de sus álbumes. Hasta 1998, la cifra podría haber ascendido hasta los 13 millones de copias vendidas. Sin embargo, cifras más recientes de 2011 generan cierta discrepancia llegándoles a atribuir unos 25 millones de discos en todo el mundo.

## Historia

### Los comienzos
A mediados de la década de 1970, José María Cano conoció a Ana Torroja y comenzaron un noviazgo adolescente. Así, y poco después, ella lo acompañó en su afán por convertirse en cantautor, realizando las segundas voces y coros de sus primeras composiciones, con temas como «La cigarra y la hormiga» o «¿Qué haces tú en el mundo?». Por su parte, Nacho Cano acababa de romper relaciones con unos amigos con los que formaba el grupo Prisma', de sonido y pretensiones completamente alejadas de la música que realizaba su hermano. Fue así que se unió a Ana y José María, también en las segundas voces y acompañando con una segunda guitarra.
Ya en 1979, José María se inscribió y fue seleccionado para participar en el concurso de Televisión Española Gente Joven, con el nombre de José María Cano y amigos. Durante el concurso interpretaron la canción «¿Qué haces tú en el mundo?» compuesta por él mismo, así como una versión del tema «Al alba», de Luis Eduardo Aute. Tras su participación en este concurso, que se saldó con un mal resultado, siguieron actuando, ya no solo en fiestas de colegios mayores de Madrid, sino también en pequeños locales de la capital, no como un grupo, sino siempre como un cantautor que se hace acompañar de su novia y de su hermano, del que empiezan a tocar algunas canciones. En ese ambiente conocieron a Miguel Ángel Arenas “Capi”, quien tanteando un par de compañías discográficas les consiguió una prueba en CBS. Tras aconsejar que fuese Ana quien hiciese la voz principal, el «Capi» facilitó la decisión de la compañía de ofrecer al conjunto un contrato inicial que contemplaba la grabación de un único sencillo.
Los momentos iniciales del grupo estuvieron marcados por la desconfianza de la compañía en los tres jóvenes. La discográfica desconfiaba del componente cantautor del mayor de los hermanos, por lo que, de cara a la grabación del primer sencillo, se les planteó la necesidad de disponer de un material de carácter juvenil, con la intención de buscar un éxito comercial. Así, tras varias semanas en el estudio, la compañía se decidió por el tema «Hoy no me puedo levantar», editado el 22 de junio de 1981, en el que se describen las sensaciones tras un fin de semana de juerga. Con el tiempo se convirtió en auténtico himno del grupo.
Para la promoción del sencillo se pactó una semana de radiodifusión en los 40 Principales que resultó insuficiente para darlo a conocer. Por este motivo, y de cara a lograr una mayor promoción, el padre de los Cano decidió comprar, a precio de fábrica y de su propio bolsillo, 100 copias con el fin de enviarlas a distintas emisoras y prolongar así la promoción. Los resultados no se hicieron esperar, consiguiendo atraer la atención del público, especialmente a partir de un éxito inicial de carácter local en Valencia. Incluyendo en su cara B el tema «Quiero vivir en la ciudad», un homenaje a la ciudad de Madrid y único tema firmado por los dos hermanos, junto a "Hoy no me puedo levantar", el debut contó con los arreglos de Luis Cobos y la producción de Jorge Álvarez. Se convirtió en un gran éxito, vendiendo 40 000 ejemplares.
Sobre el nombre del grupo, al tratarse de tres personas que llegaban a una compañía discográfica sin pretensiones concretas al respecto, hubo de buscarse uno en los propios despachos de la compañía. Inicialmente, y a raíz de la admiración de los hermanos Cano (en especial Nacho) por el synth-pop inglés, se llegó a sugerir, jugando con el apellido de los chicos y la profesión del abuelo de Ana Torroja (el arquitecto Eduardo Torroja)[cita requerida], el nombre de Mecano humano, en referencia al grupo The Human League, sin embargo, poco después, buscando un apelativo más comercial, lo acortaron quedando simplemente en Mecano, un nombre que, en todo caso, se ajustaba muy bien a la estética pop del momento y al sonido tecno que se decidió dar a la primera producción del grupo. Años más tarde, ya en los 1990, Ana revelaría en una entrevista a la revista francesa Elle: «elegimos ese nombre, para demostrar que se puede construir lo que uno quiera mezclando elementos de rock, flamenco, pop y soul», haciendo alusión al juego de construcción Meccano, idea que encajaba muy bien con los diferentes estilos y sonidos que, con el tiempo, el grupo llegó a desarrollar en sus discos.

### Mecano, el primer álbum
El tratamiento que la discográfica dio al grupo en sus primeros momentos, estuvo marcado por la cautela a la hora de apostar por ellos, de modo que, a pesar de la gran acogida del primer sencillo, la compañía continuó sin ofrecer la posibilidad de grabar un álbum, ofreciendo en su lugar un segundo sencillo con su correspondiente cara B. Este sería el tema «Perdido en mi habitación», y su acompañante en el 45 revoluciones «Viaje espacial». Este sencillo funcionó de entrada incluso mejor que el primero, sonando con fuerza en las emisoras y en las fiestas. A causa de su letra, el tema creó cierta controversia e incluso, años después cuando el grupo fue lanzado en Hispanoamérica, la canción fue censurada por algunas radiodifusoras debido a la frase «busco en el cajón alguna pastilla», considerada como una incitación a las drogas. Incluso con las críticas y el veto el tema se convirtió en otro gran éxito.
Así por fin, y ante el éxito cosechado por sus sencillos, CBS decide ofrecer al grupo grabar a lo grande un álbum, el homónimo Mecano, que salió a la venta el 5 de abril de 1982 y del que se extrajo como tema de presentación, el sencillo «Me colé en una fiesta», que rápidamente se convirtió en superventas. El álbum se grabó con disponibilidad de medios, incluyendo sesiones de estudio en Londres, y con continuidad en la producción y los arreglos, a cargo igualmente de Jorge Álvarez y Luis Cobos. Este primer disco de larga duración vendió en tres meses 300 000 copias, algo sumamente difícil de lograr en la España de aquel entonces, y llegó a vender 200 000 copias más a lo largo de ese mismo año, según se fueron extrayendo los sencillos «Maquillaje» y «No me enseñen la lección», cuarto y quinto sencillo respectivamente.

"Mecano es su primer disco, y uno de sus más populares, un esfuerzo glamoroso en el que los oyentes ya pueden apreciar la brillante mente de Nacho Cano para la composición. Sintetizadores y dispositivos electrónicos mezclados con melodías pop y la dulce voz de Torroja se escuchan en todo el disco, formando un estilo que se convirtió en la marca personal del grupo a partir de ese momento. Las letras de Mecano intentaron enfatizar y representar los problemas de los jóvenes de la época."
Robert Aniento (AllMusic) 

Para entonces, Mecano comenzaba a levantar animadversión en ciertos sectores musicales del país, que los acusaron de tener una imagen impostada, excesivamente edulcorada y de hacer música «para pijos y niños de papá». No obstante, musicalmente se asimilaban al tecnopop británico que al estilo imperante en la escena musical española del momento, más influida por el post punk y otras tendencias del rock urbano. La imagen del grupo durante estos primeros años se adscribió claramente al movimiento londinense conocido como New Romantic, al que pertenecían grupos como Visage, Duran Duran, Spandau Ballet o Soft Cell. Sin embargo, pese a las críticas, la importancia de este primer trabajo en la escena musical española fue notable por varias razones, entre ellas la de ser uno de los primeros grupos españoles en basar su sonido casi exclusivamente en el uso de sintetizadores y alcanzar gran difusión. De igual manera, los temas de sus canciones (el amor a la gran ciudad, la adolescencia o el culto a la sociedad de consumo) reflejaban el pensamiento posmoderno que identificaba a la sociedad española de la recién nacida democracia, de una manera similar a como lo estaban reflejando por aquel entonces otros grupos de la Movida madrileña, como Alaska y los Pegamoides, Aviador Dro o Radio Futura, los primeros filmes de cineastas como Pedro Almodóvar o Iván Zulueta o los cuadros de Guillermo Pérez Villalta. 

"La escena pop de finales de los 70 y principios de los 80 en España era una mezcla de diferentes estilos que luchaban uno contra el otro tratando de ganar el cariño del público. Madrid fue la cuna de la mayoría de estos movimientos, una fuente de muchas bandas que hacían propios los sonidos que inundaban Europa en este momento. Mientras que Alaska y los Pegamoides, Ramoncín y Siniestro Total eran fanáticos de las bandas new wave y post-punk como The Clash, The Jam y Buzzcocks, otros grupos como La Mode, Golpes Bajos y Alphaville estaban más interesados en las melodías pop mezcladas con texturas electrónicas, el tipo de música que los nuevos románticos y grupos como Depeche Mode tocaban en esos años. Todas estas bandas formaron lo que se llamó la Movida Madrileña uno de los movimientos musicales europeos más importantes de principios de los 80."
Robert Aniento (AllMusic) 

### ¿Dónde está el país de las hadas?, el segundo trabajo
En la primavera de 1983 publicaron el tema ¿Dónde está el país de las hadas?, que también sirvió de título a su segundo álbum, publicado el 30 de mayo de ese mismo año. En él, el trío abandonó la estética bohemia de su primer disco para adoptar una imagen cercana al post punk. El disco tuvo una acogida más bien discreta y en él se incluye uno de sus mayores éxitos, «Barco a Venus», un tema que con el tiempo se convirtió en bandera de los directos del grupo. Otras canciones destacadas son «El amante de fuego» y «La fiesta nacional», un pasodoble en clave electropop centrado en el tema taurino.
El álbum no escondía el inconfundible sello de la «Movida», tanto por los textos como por la música y la imagen, y a pesar de su menor repercusión comercial, el disco deja ver cualidades futuras en el desarrollo del grupo, destacando el atractivo pop de la voz de la cantante, así como la facilidad de los hermanos Cano para la generación de melodías y de letras muy originales. En él, se percibe con claridad lo diferenciado de las dos venas compositivas del grupo. Por un lado, los temas de Nacho, más rítmicos y enérgicos, y por otro lado las composiciones de José María, más profundas y elaboradas, como el tema «Un poco loco». El álbum también sirve como muestra de cómo, durante esta primera etapa del grupo, José María realizaba evidentes esfuerzos por adaptarse a la forma de componer de su hermano, más valorado en la compañía, lo que queda patente en este disco con el tema «Focas».
Aunque el álbum generó un elevado número de copias vendidas, las ventas no alcanzaron las expectativas de la compañía. En este disco se percibe una cierta precipitación en la elaboración de los temas, probablemente debida a la presión de la discográfica para publicar otro trabajo tras el éxito del primero, lo que dio como resultado una colección de canciones algo confusa e inconsistente. En todo caso, el principal defecto del álbum, reconocido por el grupo, se encuentra en la producción, con un sonido algo estridente, echándose de menos los arreglos electrónicos de Cobos.
No obstante, este álbum vendió 800.000 copias, 200.000 menos que su trabajo anterior. A pesar de no cumplir las expectativas, el disco género un moderado interés comercial para grabar otro álbum.

### Ya viene el Soly la ruptura con CBS
El 15 de octubre de 1984 se publicó el tercer álbum de Mecano Ya viene el Sol. En 1984 la compañía había comenzado a sospechar que el grupo se encontraba en declive y que no volvería a conseguir el éxito alcanzado con su primer trabajo. A pesar de ser el álbum de menor éxito comercial del grupo, «Ya viene el Sol» es, por varias razones, un disco clave en la evolución artística de Mecano. El álbum contiene grandes éxitos del pop, como «Aire», el tema de pop ligero, «Hawaii-Bombay», el industrial «Japón», el hit «Busco algo barato», o el tema «No pintamos nada», sobre la guerra fría que se vivió entre las dos potencias mundiales durante los años 80, sencillos que confirman el estado creativo en que se encontraba el grupo, especialmente en cuanto a las melodías. Además, cabe destacar que es el primer álbum producido enteramente por ellos mismos, y que a nivel vocal se percibe una mejora considerable en el aumento de registros y matices en la voz de Ana Torroja.
Sin embargo las nuevas propuestas de vanguardia del grupo no fueron acogidas por el público. La bajas cifras de ventas del álbum confirman los temores de la discográfica que decide precipitadamente agotar el contrato vigente con el grupo, que contemplaba la grabación de un álbum más, produciendo el disco Mecano en concierto, puesto a la venta el 29 de junio de 1985 con temas grabados en directo durante ese año y el anterior. En él colaboran músicos de prestigio en el mundo del pop anglosajón como Warren Cann, baterista de Ultravox, y el teclista Hans Zimmer.
Tras este trabajo termina la que es considerada la primera etapa del grupo, en la cual se puede decir que practicaron un tecnopop algo incipiente con ciertas reminiscencias de grupos como Bucks Fizz y Ultravox, entre otros.

### Entre el cielo y el suelo: consolidación, madurez y eclosión hispanoamericana
El abandono del grupo por parte de CBS es considerado uno de los mayores errores cometidos por una discográfica española, ya que la publicación de su nuevo trabajo Entre el cielo y el suelo, publicado el 16 de junio de 1986, ya con su nueva compañía, Ariola, los llevó a convertirse en el grupo español de pop rock de mayor éxito y proyección internacional de la historia.
Con este nuevo álbum comenzó una segunda etapa para el grupo que trajo consigo varios cambios. En esa época, el movimiento New Romantic había desaparecido como tal de la escena musical internacional, y el synthpop se consideraba una tendencia pasada de moda. Es el momento del Arena rock (rock orientado a adultos), como constata el triunfo internacional de Tina Turner o de grupos de rock duro como Scorpions, Status Quo o los más comerciales Europe. Esto se tradujo, en primer lugar, en un cambio en la estética del grupo, que prescindió del aspecto más estrafalario de sus primeros años, para adoptar una imagen mucho más austera, de apariencia más urbana y masculina, basada en pantalones vaqueros, cazadoras y botas de cuero.
El segundo cambio se produjo a nivel creativo, ya que el disco supuso el despegue como compositor de José María Cano, quien aportó los éxitos del álbum: «Cruz de navajas», «Me cuesta tanto olvidarte» e «Hijo de la Luna». Estos temas suponen un progreso en la sonoridad, al orientarse más hacia el pop que hacia los sonidos electrónicos y, sobre todo, sus letras aportan una perspectiva adulta, algo que la crítica musical les había negado tener hasta el momento. Era el cambio que el grupo necesitaba, y en el momento justo: las ventas se dispararon y el álbum superó el millón de copias vendidas en todo el mundo, siendo el primer grupo español en alcanzar esa cifra. Entre el cielo y el suelo supuso la eclosión de la música del grupo en América, especialmente en México y en otros países como Colombia, Venezuela y Chile, donde comenzaron a ser considerados, y tratados, como estrellas del pop internacional, abarrotando recintos, liderando las listas de ventas y causando furor en sus apariciones promocionales en radio y televisión.
A raíz del renacimiento comercial, su anterior discográfica, propietaria de los derechos de los cuatro primeros títulos, recurrió a una oportunista política de ediciones recopilatorias y de rarezas del grupo.

### Descanso dominical: Europa y el cénit de Mecano
Con Descanso dominical, publicado el 24 de mayo de 1988, Mecano alcanzó mayor éxito que con su anterior trabajo, batiendo récords de ventas, con 1 300 000 copias vendidas solo en España, hasta ahora el más vendido por un grupo en el país. Con este álbum, mostraron su capacidad para seguir creciendo en su dimensión como plataforma musical, gracias a producciones como «No hay marcha en Nueva York» o «Eungenio Salvador Dalí» y temas como «La fuerza del destino» o «Mujer contra mujer». Asimismo, también destacan otros temas como «Un año más», «Héroes de la Antártida», sobre la expedición polar del capitán Robert F. Scott y sus compañeros en 1912, o el acústico «Quédate en Madrid», en el que la vocalista hace una exhibición de su timbre y del dominio en el tránsito de los tonos vocales agudos a los graves y viceversa.
El éxito de Mecano en España e Hispanoamérica llevó a la compañía a plantear la posibilidad de adentrarse en los mercados europeos, hasta entonces vetados a la música pop española. El país escogido para su lanzamiento europeo sería Italia, dada su proximidad cultural como país latino. La discográfica trabajó de forma muy cuidada en el lanzamiento del grupo en el país transalpino, que serviría como plataforma desde la que tantear las posibilidades del grupo en Europa. Así, en la primavera de 1989 se editó el álbum bajo el título Figlio della luna. Grabado íntegramente en italiano, el disco incluía temas de Descanso dominical y dos temas de Entre el cielo y el suelo: «Cruz de navajas» e «Hijo de la Luna», que daría título al álbum. El disco llegó a recabar cierta resonancia en el país vecino, especialmente con la versión de «Hijo de la Luna» cantada en italiano, alcanzando los primeros puestos en la lista de ventas a las pocas semanas de su publicación. 
Al año siguiente, en 1990, se realizó el lanzamiento del grupo en Francia, con el sencillo «Une femme avec une femme», adaptación del tema «Mujer contra mujer». A partir de todo este trabajo discográfico realizado con Descanso dominical, el grupo entraría también en listas en Holanda, Bélgica, Suiza, y Alemania, lo que los llevó a realizar una gira promocional por Europa, con actuaciones de televisión y entrevistas en diferentes medios de estos países. El principal exponente del éxito de Mecano en Europa fue la resonancia alcanzada en Francia con el sencillo adaptado de «Mujer contra mujer», grabación que sigue siendo, a día de hoy, la canción extranjera que más tiempo ha estado en el número uno de las listas de ventas de ese país.
El disco dio lugar a dos giras consecutivas. La primera, entre junio de 1988 y enero de 1989, con más de treinta directos en España, los llevó también a Australia (Expo'88), México y Venezuela. El repertorio abarca la práctica totalidad de los temas del último álbum junto con éxitos anteriores, siendo el tema estrella «Mujer contra mujer». La segunda gira, más multitudinaria que la anterior, al llevar el disco más tiempo en el mercado, los llevó a ofrecer cien conciertos entre junio y noviembre de 1989, entre España y América, incluyendo por primera vez Puerto Rico y Estados Unidos, con fin de gira en la sala Palladium de Nueva York ante 3000 personas. Este tour de 1989 fue el tour en el que Mecano tocó en grandes recintos, como estadios de fútbol y espacios de gran aforo, con más de 60 000 espectadores en Sevilla y en Madrid. Los conciertos de esta gira tenían uno de sus momentos álgidos en su apertura, con una intro a golpe de batería que enlazaba, sin pausa, con «Hoy no me puedo levantar» y «Perdido en mi habitación», en las que son las versiones más potentes realizadas hasta el momento de ambos temas. Destacable también es la puesta en escena de «El blues del esclavo», «Mujer contra mujer», «“Eungenio” Salvador Dalí», o el instrumental «Por la cara». 
Esta gira de 1989 disfrutó de un ambiente de éxito generalizado. Las claves del éxito se encontraron, además de en la buena acogida de todos y cada uno de los sencillos extraídos del álbum, en la forma en que el repertorio de los conciertos representaba un compendio perfecto de la música del grupo hasta el momento. En España, no había precedentes de un éxito de tal magnitud en materia de música pop-rock, lo que llevó a acuñar términos epidemiológicos para referirse a él, como la «Mecanomanía». Quizá, la clave de ese éxito y su explicación, se encontraban sencillamente en la especial sintonía vivida en ese año entre el grupo y el público español. Los grandes recintos de esta gira del 89 fueron filmados, dando lugar a un material inédito que tendría gran impacto, dado lo espectacular de las imágenes recogidas durante los conciertos (Madrid, Sevilla, Zaragoza y Barcelona).
El 26 de octubre de 1989, la Sociedad General de Autores de España por medio del entonces ministro de cultura Jorge Semprún, les entregó ante los medios de comunicación el primer certificado otorgado en España por la venta de más de 1 000 000 de copias de un solo álbum, por Descanso dominical. Además, el grupo logró dos menciones en el Libro Guinness de los Récords como el grupo más vendedor de discos en el mercado español (con más de cinco millones de copias solo en España) y como el grupo musical que más semanas se mantuvo en las listas de ventas, con un total de 83 semanas consecutivas. También entraron en la prestigiosa lista Latin Billboard, alcanzando el segundo puesto.
Si bien, a partir de entonces, Mecano logró mantenerse en términos comerciales, el final del desarrollo de Descanso dominical con el tour del 89, está considerado como el cénit en la carrera de la banda y que, por tanto, conduciría posteriormente a un declive en términos artísticos consecuencia principalmente de una pérdida de motivación artística de los miembros del grupo como parte del mismo, especialmente de los autores. El impacto social que Mecano provocó en aquella época los llevó a ser calificados en un reportaje emitido en octubre de 1989 por TVE en su programa Informe Semanal como: un fenómeno sociológico dentro de la música pop española. Entre 1987 y 1992, el grupo vendió siete millones de álbumes fuera de España.

### Aidalaiy la disolución del grupo
Después de tomarse un año sabático y de realizar una gira promocional por Europa, el grupo publicó el 14 de junio de 1991 su nuevo trabajo, Aidalai. El nuevo álbum, presentado en una fiesta, con más de mil invitados, logró vender en España 450 000 copias en los dos primeros meses, duplicándose finalmente esa cantidad. Se pueden destacar de este nuevo trabajo canciones como «El 7 de septiembre», «Dalai Lama», o «Naturaleza muerta». En este sexto y último álbum, y a pesar de la frescura de temas elaborados por José María, como «Una rosa es una rosa», «El peón del rey de negras» o «Bailando salsa», se percibe una mayor evolución en la creación musical de Nacho, destacando el tema «El fallo positivo». 
Este disco puso fin a la segunda y última etapa del grupo, con una mayor madurez, tanto creativa y conceptual como técnica. Este período corresponde a los álbumes publicados con BMG Ariola, y en él Mecano logra una internacionalización definitiva y contundente. Algunos de sus álbumes, tuvieron ediciones en países tan lejanos a la cultura latina como Japón, Taiwán, Argelia o Arabia Saudita, entre otros.
Entre el verano de 1991 y la primavera del año siguiente, el grupo realizó una multitudinaria gira con más de noventa conciertos, fijando por primera vez dos fechas en la Plaza de toros de Las Ventas en Madrid, y en el Palau Sant Jordi de Barcelona. El repertorio contuvo la totalidad de los temas de Aidalai y los grandes éxitos de anteriores trabajos. Durante 1991 y 1992 realizaron una pequeña gira europea que incluyó conciertos en Francia, Bélgica, Holanda y Suiza, además de la habitual gira de conciertos por Hispanoamérica.
En el verano de 1992, coincidiendo con los Juegos Olímpicos de Barcelona 1992 y la Expo 92 de Sevilla, llevaron a cabo la que fue su última gira, que se desarrolló sólo por España. En ella, realizaron cambios en el repertorio respecto a la gira del 91, abriendo con «Hoy no me puedo levantar» e incluyendo temas nunca tocados en directo, como «Hermano Sol, hermana Luna». Durante esta intensa gira, con casi cuarenta conciertos en dos meses, Ana Torroja se vio afectada por una laringitis que limitó, en gran medida, y sobre todo en los recitales de septiembre, su capacidad vocal, por lo que tuvo que posponerse el concierto de Valladolid del 13 al 29, siendo este el último concierto del grupo hasta la fecha. Uno de los temas más celebrados de ese verano fue «Una rosa es una rosa», canción que sirvió de base para un spot televisivo, patrocinador de la gira. Son destacables los tres conciertos consecutivos ofrecidos durante los días 15, 16 y 17 de septiembre en la Plaza de toros de Las Ventas (Madrid) y los de los días 19 y 20 del mismo mes en la Plaza de toros Monumental de Barcelona.
Tras este accidentado y extraño tour, el último realizado por el grupo antes de su disolución, tanto los hermanos Cano como Ana Torroja coinciden en la necesidad de tomarse un descanso más prolongado de los que hasta ese momento el grupo se había permitido. Así, anunciaron de manera oficiosa y puntualmente en sus encuentros con la prensa, su intención de alejarse de los escenarios durante tres años, con el fin de tener el tiempo suficiente para preparar un nuevo trabajo, a lo que añadieron la intención de abordar un proyecto con temas adaptados para los mercados anglosajones. Sin embargo, Mecano se disolvió de forma sostenida, consecuencia de una ya insostenible atmósfera de enfrentamiento entre los dos autores del grupo, a lo que se añadió el hastío de la vocalista, abocada a desempeñar su trabajo en medio de un ambiente de confrontación en el que resultaba cada vez más difícil exteriorizar de manera espontánea la motivación y la ilusión necesarias para desempeñar cualquier actividad artística.

### Ana/José/Nacho, el regreso fallido
No fue hasta el 23 de marzo de 1998 que se presentó Ana José Nacho, un doble disco recopilatorio que incluía siete canciones inéditas. El disco fue un gran éxito de ventas, aumentado con la publicación de una edición especial para el mercado francés, en la que solo incluyó tres canciones inéditas. Se pensó en realizar una gira para el siguiente año pero los miembros del grupo, en especial José María, no parecían muy ilusionados con el proyecto ya que, tras los siete años transcurridos desde su último trabajo, las motivaciones personales de cada uno habían cambiado. Ana había tenido un notable éxito solista y los dos hermanos Cano también habían participado en otros proyectos musicales. La promoción del nuevo álbum, debido sobre todo a la desidia de los hermanos Cano (especialmente de José María), no fue la más apropiada, lo que contribuyó a que las ventas de este disco de regreso no fueran tan espectaculares como se esperaba. Posiblemente el no obtener por parte del público la misma y magnífica acogida de sus dos últimos álbumes, del 88 y 91 respectivamente, sorprendió en cierta forma a los hermanos Cano, que no se pararon a pensar ni en el tiempo transcurrido, ni en los errores de la campaña de mercadeo y promoción, ni tampoco en la calidad de los temas, especialmente en lo relativo a los textos y muy especialmente los de Nacho, que mostraban una evidente pérdida de rumbo.
Así, a finales de ese mismo año, en la gala de entrega de los Premios Amigo 98, José María anunció su salida definitiva de Mecano, teniendo como consecuencia la disolución del grupo y la desbandada de sus miembros. El abandono de José María impactó a Nacho, que no esperaba una decisión tan drástica por parte de su hermano, pero especialmente a Ana, que había dejado en suspenso la promoción de su debut solista Puntos cardinales para grabar los nuevos temas incluidos en el recopilatorio. A pesar de todos estos problemas y contratiempos, Ana|José|Nacho vendió más de 1 000 000 de copias en todo el mundo.
Esta nueva ruptura no hizo más que poner de manifiesto que el supuesto regreso del grupo no era tal, dando así la razón a quienes habían considerado que de haberse tratado de una verdadera reunión, Mecano habría reaparecido con un álbum de estudio completamente nuevo sin necesidad de recurrir al archivo.

### El grupo tras su separación
Desde que dieran su último concierto, Mecano ha sido considerado como un hito en la historia de la música pop española. Sus canciones no han dejado de sonar en las emisoras de radio nacionales e internacionales, alimentando las esperanzas de reencuentro entre los nostálgicos de un grupo que ha trascendido varias generaciones.
Tras la disolución del grupo, sus tres miembros comenzaron carreras en solitario:
- Nacho Cano, tras la publicación de varios títulos en solitario, entre los cuales se encuentra un primer y extraordinario álbum de carácter instrumental, se dedica a la composición de espectáculos musicales, desde el estreno, en 2005, del musical Hoy no me puedo levantar, basado en las canciones compuestas por su hermano y él mismo tanto para el grupo como para sus discos en solitario, con gran éxito de crítica y público.

- José María Cano, tras la composición de una ópera lírica y la grabación y presentación en directo, en 1999, de un álbum como cantautor, se encuentra, en el presente, alejado de la música y dedicado profesionalmente a la pintura, campo de expresión artística en el que está encontrando el reconocimiento que quizá le faltó para su creación musical tras la desaparición del grupo en 1992.

- Por su parte, Ana Torroja continúa con el desarrollo de una pausada carrera en solitario que comenzó en 1997 con Puntos cardinales. En 2006 publicó Me cuesta tanto olvidarte, un álbum de versiones de Mecano en diferentes estilos. Durante la década de 2010 se mantuvo bastante inactiva, estrenando sólo su quinto álbum Sonrisa (2010) y uno en vivo, Conexión (2015). Su último disco, Mil razones, salió en 2021 y la encuadra en el synth pop al uso en la época, siendo producido en parte por El Guincho. En 2022, ha realizado colaboraciones con grupos como Mocedades, y es la creadora del himno Cadena 100 por ellas 2022.

Tras la fusión de las compañías discográficas BMG y Sony Music (antigua CBS), casualmente las dos por las que pasó el grupo, y a raíz del interés comercial desatado por el musical Hoy no me puedo levantar, en 2005 se reeditó la discografía del grupo, a lo que se añadió la puesta a la venta de varias ediciones recopilatorias como el box-set Obras completas el tripack Grandes éxitos y el DVD digipack Mecanografía (la historia en imágenes).
Desde la publicación de su último álbum de estudio en 1991, Mecano solo ha editado material de carácter recopilatorio. Cuatro años después del último despliegue editorial de 2005, SonyBMG firmó con la compañía de entretenimiento PlayStation el lanzamiento de Mecano SingStar, el primer videojuego del famoso soporte PlayStation dedicado exclusivamente a un grupo español. Junto a este lanzamiento se realizó la publicación de "Mecano Siglo XXI" un nuevo recopilatorio de 2 CD y dos DVD que incluía como novedad el tema María Luz, grabado en 2005, año en que se pensó en la reunión del grupo, y que en realidad versionaba el tema inédito "El romance de la niña María Luz", grabado durante las sesiones de estudio del álbum "Descanso Dominical", en 1988. Mientras, en los DVD se incluyeron imágenes igualmente inéditas del concierto en el Pabellón del Real Madrid de diciembre del 82 así como fragmentos del concierto de Ibiza diez años después.

## Rumores de reunificación
Desde 1998 (año en que tuvo lugar la separación oficial del grupo) hasta el presente, han circulado de forma continua rumores sobre una reintegración que no se termina de llevar a cabo.
- Ya en el año 2000 se le preguntaba a Ana Torroja sobre un posible reencuentro, a lo que respondía que «no se dará en un futuro próximo».

- Los rumores más fuertes tuvieron lugar en 2005, a raíz del estreno del musical «Hoy no me puedo levantar». Durante el estreno de la obra, los tres integrantes de la banda fueron fotografiados juntos por primera vez desde su separación en 1998. Sin embargo, tras plantearse con fuerza por parte de discográfica y management la posibilidad de reunirse con motivo de una gira para 2006, año en que se cumplían 25 años desde la publicación del primer sencillo «Hoy no me puedo levantar» en mayo de 1981, sería Nacho Cano quien rechazaría esta posibilidad por encontrarse inmerso en su propio trabajo con este musical. Finalmente, la gira fue llevada a cabo por Ana Torroja en solitario, tomando como base el repertorio del grupo.

- La publicación en 2009, del nuevo material recopilatorio bajo el título Mecano Siglo XXI, siendo este el 3º en el transcurso de 11 años, desde la edición en 1998 de Ana|José|Nacho, ha vuelto a crear expectativas de reunión del grupo entre los seguidores más jóvenes. Sin embargo, la vocalista del grupo, Ana Torroja, se ha apresurado a aclarar que no hay vuelta del grupo por incompatibilidad de agendas. A su vez, Nacho Cano, en una de las tantas entrevistas, responde: «No lo sé. Creo que Mecano estará vigente en la medida en que no vuelva. Mecano todavía no se ha ido, se oye todos los días en la radio».[14]

- El 25 de noviembre de 2011, el periodista José Antonio Abellán anuncia en ABC Punto Radio el regreso del grupo para la realización de una gira mundial en 2012.[15] Sin embargo, ante la expectación generada por la noticia, RLM, casa de management del grupo, hubo de emitir un comunicado en el que desmentía la información, si bien informaba de la intención de recabar la voluntad de los tres miembros del grupo para la realización de una gira de conciertos.[cita requerida]

## Discografía
Álbumes de estudio:
- 1982: Mecano
- 1983: ¿Dónde está el país de las hadas?
- 1984: Ya viene el Sol
- 1986: Entre el cielo y el suelo
- 1988: Descanso dominical
- 1991: Aidalai

Álbumes en directo:
- 1985: Mecano en concierto

En otros idiomas:
- 1989: Figlio della Luna
- 1990: Descanso dominical (edición francesa)
- 1991: Aidalai (edición italiana)
- 1991: Aidalai (edición francesa)
- 1998: Ana|José|Nacho (edición francesa)

Álbumes recopilatorios, remixes y EP:
- 1983: Mecano (portada del reloj en color gris y amarillo; contraportada de "¿Dónde está el país de las hadas?" en color blanco grisáceo; cbs-dcs-1049; dl-nb:83-4566.).
- 1984: Mecano (fotoportada: columnas de mármol; edición Venezuela, nb: 87-3512.)
- 1986: Lo último de Mecano
- 1986: Baila con Mecano
- 1987: 12 grandes éxitos
- 1987: 15 grandes éxitos
- 1987: 15 éxitos (fotoportada: Ana vestida de azul; edición Venezuela, SonoRodven; nb: 87-2742.)
- 1989: 20 grandes canciones
- 1991: Hoy no me puedo levantar y otros grandes éxitos
- 1991: Hawaii-Bombay y otros grandes éxitos
- 1993: Queridos Mecano
- 1994: Personalidad vol. 1
- 1998: Ana|José|Nacho
- 2000: Grandes éxitos (fotoportada: fotomontaje de "Descanso dominical" colocado sobre la foto de un atardecer, edición Venezuela, Líderes; nb: 259192.)
- 2005: Grandes éxitos
- 2005: Obras completas
- 2009: Siglo XXI
- 2013: Esencial Mecano

Videografía:
- 1989: ¡En concierto!
- 1991: Los videos
- 1991: En directo
- 2005: Grandes éxitos
- 2006: Mecanografía (la historia en imágenes)

Videojuegos (Karaoke):
- 2006: SingStar La Edad de Oro del Pop Español
- 2007: SingStar Pop Hits 40 Principales
- 2009: SingStar Mecano

Sencillos:
- 1981: «Hoy no me puedo levantar»
- 1981: «Perdido en mi habitación»
- 1982: «Me colé en una fiesta»
- 1982: «Maquillaje»
- 1982: «No me enseñen la lección»
- 1983: «Barco a Venus»
- 1983: «La fiesta nacional»
- 1983: «El amante de fuego»
- 1984: «Japón»
- 1984: «Busco algo barato»
- 1984: «No pintamos nada»
- 1985: «Hawaii-Bombay»
- 1985: «Ya viene el Sol»[17]
- 1985: «Aire»
- 1986: «Ay qué pesado»
- 1986: «Baila con Mecano»
- 1986: «Cruz de navajas»
- 1986: «Me cuesta tanto olvidarte»
- 1987: «No es serio este cementerio»
- 1987: «Hijo de la Luna»
- 1988: «No hay marcha en Nueva York»
- 1988: «Los amantes»
- 1988: «Mujer contra mujer» / «Un año más»
- 1989: «Figlio della luna»
- 1989: «La fuerza del destino»
- 1989: «El blues del esclavo»
- 1991: «El 7 de septiembre»
- 1991: «El peón del rey de negras»
- 1991: «Naturaleza muerta»
- 1991: «Dalai Lama»
- 1992: «Una rosa es una rosa»
- 1992: «El fallo positivo»
- 1992: «Tú»
- 1992: «Bailando salsa»[17]
- 1998: «El club de los humildes»
- 1998: «Stereosexual»
- 1998: «Cuerpo y corazón»
- 1998: «Otro muerto»
- 1998: «Canción de los piratas»
- 1998: «El mundo futuro»[17]

## Giras y conciertos
- 1982: Gira de presentación en directo del grupo (España). Montaje especial para los conciertos de Madrid y Barcelona. Concierto destacado: Pabellón del Real Madrid (22 de diciembre).
- 1983: Conciertos puntuales de carácter promocional del álbum ¿Dónde está el país de las hadas? (España e Hispanoamérica).
- 1984/85: Tour de presentación del álbum Ya viene el Sol y fin de ciclo (España). Del audio recogido en los conciertos de Segovia (noviembre de 1984) y Madrid (junio de 1985), saldría el álbum en directo Mecano en concierto. Conciertos destacados: Pabellón Frontón de Segovia, y Palacio de los Deportes de Madrid.
- 1987: Gira cerrando la etapa de desarrollo y promoción del álbum Entre el cielo y el suelo (Hispanoamérica y España). Concierto destacado: Palacio de los Deportes de Madrid.
- 1988: Presentación del álbum Descanso dominical (España y América), junto a conciertos puntuales de carácter promocional en Australia. Conciertos destacados: Plaza de Toros de Las Ventas, Madrid, Plaza de Toros Monumental de Barcelona (ambos producidos para su comercialización en vídeo) y Auditorio Nacional de México.
- 1989: Gira internacional (España y América), incluyendo por primera vez conciertos en Estados Unidos. Conciertos destacados: Madrid (Rockodromo), Sevilla (Estadio Benito Villamarín), Zaragoza (Estadio La Romareda), Barcelona (Estadio Olímpico), y Nueva York (Sala Palladium).
- 1991/92 Tour Aidalai: Tour mundial de presentación de Aidalai (España, América y Europa). Conciertos destacados: 2 fechas en la Plaza de Toros de Las Ventas, 2 fechas en el Palau Sant Jordi de Barcelona (filmados para su comercialización en vídeo), y conciertos de París de 12 de octubre de 1991[18] y mayo de 1992, con lleno en el Pabellón Le Zénith.
- Verano de 1992: Último tour (España). Conciertos destacados: 3 noches consecutivas con lleno en la Plaza de Toros de Las Ventas de Madrid. Dos noches seguidas en la Monumental de Barcelona, y concierto de Valladolid de 29 de septiembre, último concierto de Mecano.
- 1992: febrero, festival de Viña del Mar, Chile